# Wolverine World Wide
Wolverine World Wide — американская компания, занимающаяся разработкой дизайна и продажей обуви и одежды. Основными брендами являются Bates, Cat, Chaco, Harley-Davidson, Hush Puppies, Hytest, Merrell, Saucony, Sweaty Betty и Wolverine.

## История
Компания была основана в Мичигане эмигрантами из Пруссии в 1883 году под названием Hirth-Krause Company. Первоначально компания занималась торговлей кожей и другими материалами для обувного производства. В 1903 году была открыта своя обувная фабрика. В 1908 году была создана отдельная компания по дублению кожи для обуви Wolverine Tanning Company. В 1914 году компанией была разработана технология выделки шпигеля, плотной кожи на крупе лошади; из этого материала получалась прочная обувь, которая пользовалась большим спросом в сельской местности США.
В 1921 году все предприятия семейного бизнеса были объединены под названием Wolverine Shoe and Tanning Corporation. В том же году было начато производство перчаток. В годы Второй мировой войны компания была поставщиком перчаток для американской армии; из-за нехватки конской кожи компания начала осваивать выделку свиных шкур. В 1958 году был запущен бренд Hush Puppies, под которым началась продажа повседневной обуви из свиной кожи. Бренд имел большой успех, к 1965 году оборот компании вырос в 5 раз по сравнению с 1958 годом, был начат экспорт. В 1965 году компания провела первичное публичное предложение на Нью-Йоркской фондовой бирже, а в 1966 году сменила название на Wolverine World Wide. В конце 1960-х годов были куплены обувные компании Bates, Frolic и Tru-Stitch. К 1980 году оборот компании достиг 250 млн долларов.
В 1981 году администрация Рейгана отменила квоты на импорт обуви в США; рынок наводнила дешёвая продукция из Тайваня, Южной Кореи и других стран Азии. За 1980-е годы половина производителей обуви США обанкротилась, к концу десятилетия импортная продукция занимала 86 % обувного рынка США. Положение Wolverine осложнал рост популярности спортивной обуви. Для преодоления трудностей компания начала расширять сферу деятельности: с 1976 года началось развитие розничной сети Little Red Shoe House, в основном ориентированной на детскую обувь; в 1981 году был куплен производитель спортивной обуви Brooks Shoe Manufacturing; началось лицензирование бренда Hush Puppies для выпуска различных товаров в США и других странах. В середине 1980-х годов были закрыты 5 фабрик в США, компания начала переходить на аутсорсинг производства.

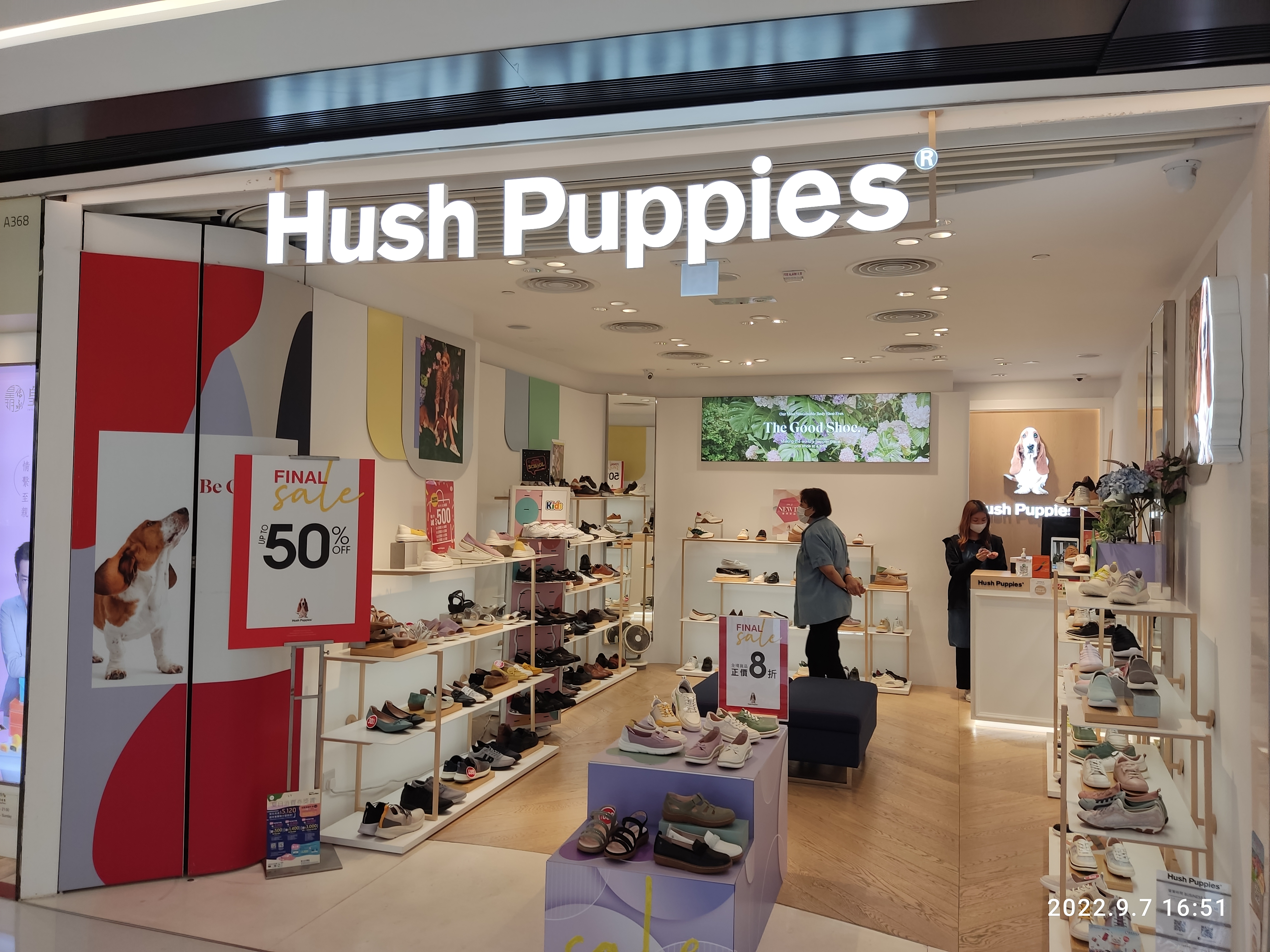
Магазин Hush Puppies в Гонконге

В начале 1990-х годов компания начала масштабную реорганизацию: розничная сеть была свёрнута (осталось только 60 аутлетов); продана компания Brooks; закрыта ещё одна фабрика; сокращено количество линий обуви. В то же время Wolverine начала больше средств тратить на рекламу и дизайн. В 1994 году была куплена лицензия на производство обуви под брендом Caterpillar (Cat). В 1995 году зарубежные продажи приносили более половины выручки. В 1996 году был куплен бренд рабочей обуви для промышленности Hytest. В октябре 1997 года портфель брендов был дополнен маркой туристической обуви Merrell. В 1998 году было заключено лицензионное соглашение с производителем мотоциклов Harley-Davidson. Выручка за 2002 год составила 827 млн долларов. В 2003 году был куплен американский производитель обуви Sebago (продан в 2017 году).
В 2009 году был куплен бренд повседневной обуви Chaco. В 2012 году было куплено ещё несколько брендов, ранее принадлежавших компании Collective Brands, среди них были Saucony, Keds, Sperry и Stride Rite. В 2023 году был продан бренд Keds, а в 2024 году — бренд Sperry.

## Деятельность

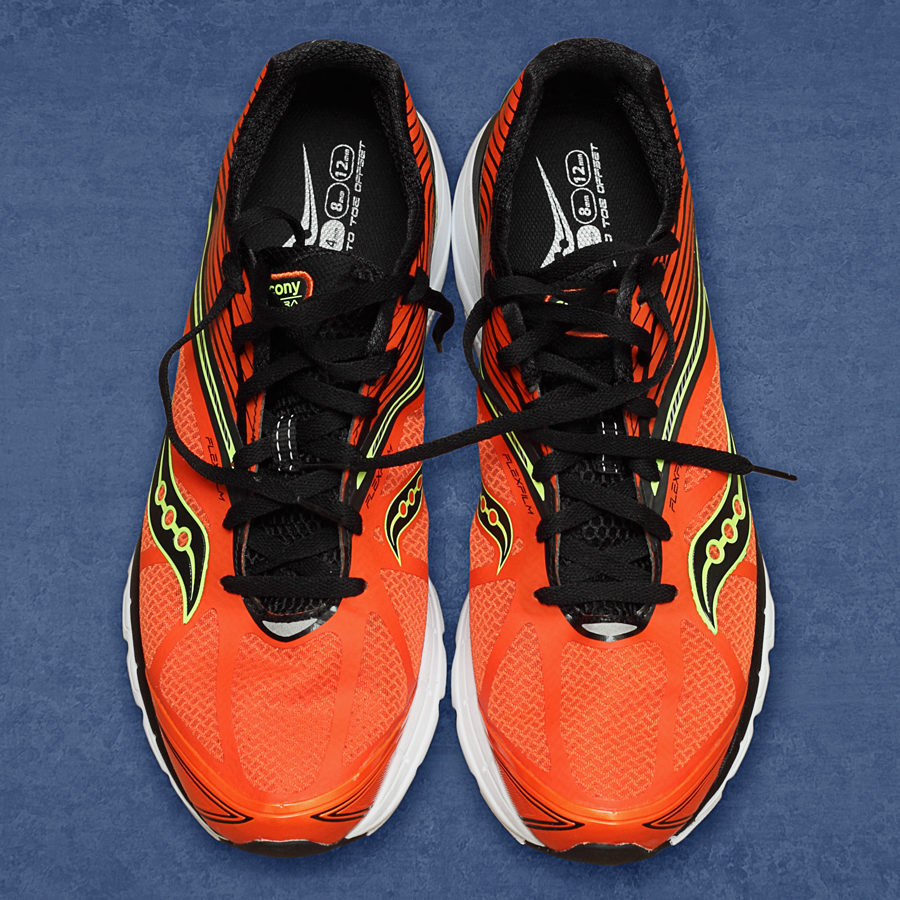
Кроссовки для бега Saucony

Выручка компании за 2024 год составила 1,76 млрд долларов, её распределение по регионам: США — 51 %, Канада — 5 %, Латинская Америка — 6 %, Европа, Ближний Восток и Африка — 30 %, Азиатско-Тихоокеанский регион — 9 %:
Всю продукцию изготавливают независимые контрактные производители в Юго-Восточной Азии. Большая часть товаров продаётся оптом торговым сетям. Собственная розничная сеть по состоянию на 2024 год насчитывала 119 магазинов в США, Великобритании и Италии.
Бренды:
- Bates — военная и тактическая обувь;
- Cat — бренд лицензируется у компании Caterpillar для продажи обуви;
- Chaco[англ.] — сандалии и другая обувь, бренд основан а 1989 году, куплен Wolverine в 2009 году;
- Harley-Davidson — бренд лицензируется у компании Harley-Davidson для продажи обуви;
- Hush Puppies[англ.] — повседневная обувь, бренд основан в 1958 году;
- Hytest — рабочая и профессиональная обувь;
- Merrell — повседневная и спортивная обувь;
- Saucony[англ.] — спортивная обувь и одежда, компания основана в 1898 году, куплена Wolverine в 2012 году;
- Sweaty Betty[англ.] — британский бренд спортивной одежды, купленный в 2021 году;
- Wolverine — повседневная и профессиональная обувь, а также одежда и аксессуары.

В списке крупнейших компаний США Fortune 1000 за 2024 год Wolverine World Wide заняла 949-е место.